# Teatrul de revistă „Alhambra”
Alhambra (mai târziu, Alhambra–Excelsior) a fost un teatru de revistă românesc ce a activat în perioada interbelică la București. A fost înființat în toamna anului 1930 de către Nicușor Constantinescu, Nicolae Vlădoianu și Ion Vasilescu, cu toții foști angajați ai teatrului condus de actorul Constantin Tănase,  „Cărăbuș”. Sediul „Alhambrei” s-a aflat mai întâi în strada Sărindar (azi, Constantin Mille), pe locul unde în zilele noastre se găsește Teatrul Mic din București, apoi, din 1936, în clădirea actualului Teatru de Comedie. În lunile estivale, reprezentațiile de la „Alhambra” erau găzduite de grădina Colos din calea Victoriei. Teatrul și-a închis porțile în anul 1940.

## Activitate
Înființarea noului teatru a fost determinată de rațiuni deopotrivă artistice și financiare. Pe de o parte, Constantinescu și Vlădoianu erau nemulțumiți de maniera de alcătuire a spectacolelor lui Tănase, lipsită de o unitate narativă și, din punct de vedere muzical, sprijinită exclusiv pe șlagăre importate din Vest. Argumentele bănești țineau de faptul că teatrul „Cărăbuș” opera numai pe durata verii, obligându-și angajații să găsească alte contracte pe timpul anului; noul teatru „Alhambra”, în schimb, era prevăzut să aibă stagiune plină.
Despre fondarea teatrului, regizorul Nicușor Constantinescu amintește următoarele:
„Era un teatru al tinereții. Eu aveam 25 de ani, Ionel (Vasilescu – n.n.), care s-a lansat cu strălucirea unui meteorit, cu un an mai mult, iar cel mai bătrân membru al trupei, actorul Costică Toneanu, împlinise abia 36 de ani. Vedetele noastre erau Marilena Bodescu, Silly Vasiliu, Aurel Munteanu... În a doua stagiune a debutat Virginica Popescu, iar în unele spectacole a colaborat Mia Apostolescu.”
Primul succes fulminant al teatrului nou înființat s-a produs în vara anului 1931, la grădina Colos, unde galeria (ocupanții locurilor celor mai ieftine) a fost puternic marcată de cântecul „Suflet candriu de papugiu” (o compoziție mai veche a lui Ion Vasilescu care abia acum era adusă în fața publicului), aplaudând frenetic și cântând împreună cu actorii aflați pe scenă.

### Muzica revistelor „Alhambra”
Unul din dezideratele conducerii teatrului era să propage un repertoriu de cântece original, autohton, care să rivalizeze cu șlagărele străine prezente în spectacolele altor companii de revistă din țară. Pentru aceasta a fost convocat tânărul compozitor Vasilescu, fost colaborator al cuplului Constantinescu–Vlădoianu la teatrul „Cărăbuș”, care până la venirea în „Alhambra” nu avusese ocazia să se remarce ca autor de cântece. Totuși, primele stagiuni ale teatrului din strada Sărindar s-au sprijinit numai în parte pe creații originale românești. Abia în noiembrie 1933, odată cu lansarea spectacolului Inimi de ciocolată, teatrul oferă publicului un repertoriu în întregime original, compus de Ion Vasilescu. Tot în această stagiune teatrul începe să colaboreze și cu alți compozitori – de pildă, în Alhambra iubește (octombrie 1933) figurează și cântece de Ionel Fernic, Gerd Wilnow sau Gherase Dendrino; mai târziu, în 1937, compozitorul Claude Romano (pseudonim de creator al muzicologului George Sbârcea) este angajat de Nicușor Constantinescu drept compozitor secund al teatrului.
Odată afirmat ca autor de șlagăre – scrise în stilul creațiilor apusene, foxtroturi, tangouri, valsuri etc. – Vasilescu caută să construiască un stil național, în spiritul folclorului și al muzicii populare românești. Primul spectacol care reușește să impună astfel de creații ca șlagăre, lansat la sfârșitul anului 1934, este Fata șefului de gară (cu subtitlul Alhambra filmează); piesa de rezistență a revistei se numește „Cântă-mi să uit dragostea”. (Importantul succes astfel cucerit determină direcțiunea teatrului să reia bucata și în stagiunea următoare, în revista O nuntă la Alhambra.) Fata șefului de gară o aduce pe scenă ca protagonistă pe cântăreața Elena Zamora, căreia i se oferă o partitură dificilă, pe măsura posibilităților sale tehnice. Spectacolul mai lansează un șlagăr, de data asta un tango: „Vrei să ne-ntâlnim sâmbătă seară?”.

### Într-un nou sediu
În septembrie 1936, teatrul se stabilește în sala Excelsior (radical refăcută pentru această ocazie) din str. Bălăceanu, actuală Sf. Dumitru. Tot acum, instituția își schimbă numele în Teatrul de reviste-operete „Alhambra–Excelsior”. Noua stagiune se deschide cu revista 101 Alhambra Melody (pe numele complet Alhambra-Excelsior cu 101 melodii), prilej care îi aduce teatrului cel mai mare succes de până la acel moment; este vorba despre un nou cântec în stil românesc semnat de Vasilescu, „Glasul roților de tren”. Cântecul, lansat pe scena „Alhambrei” de către actrița Agnia Bogoslava-Zirra, a fost preluat la scurt timp de nenumărate orchestre din țară, devenind „un fel de obsesie”. Popularitatea lui este, de altfel, reflectată în cupletul intitulat „Omul care a înnebunit auzind «Glasul roților de tren»”, scris de Eugen Mirea pentru un viitor spectacol al teatrului, Super Alhambra.
Stagiunea 1937–1938 a produs revista Expoziția internațională Alhambra, al cărei titlu făcea referire la Expoziția internațională de Arte și Tehnică, desfășurată la Paris în acea perioadă. În vara lui 1938, Nicolae Vlădoianu are ideea de a o invita într-un spectacol viitor pe Maria Tănase, la acel moment cunoscută doar prin apariții radiofonice în emisiunile dedicate folclorului. Cântăreața își dă acordul să interpreteze câteva piese din repertoriul ei cu condiția să fie acompaniată pe scenă de un taraf și nu de orchestră; în fața propunerii de a cânta și două bucăți de muzică ușoară se arată mult mai reticentă. Totuși, Vasilescu și textierii Nicu Kanner și Eugen Mirea sunt delegați să scrie cele două bucăți pentru numărul Mariei Tănase. Ele se vor numi „Mi-am pus busuioc în păr” și „Habar n-ai tu” (prima în stil popular, a doua, slow fox); cântăreața le învață entuziastă și obține cu ele un mare succes la premiera spectacolului, intitulat Constelația Alhambra. Experiența revuistică o va determina să revină pe scenă în anii următori – chiar dacă nu la „Alhambra”, ea va căuta să colaboreze din nou cu Ion Vasilescu.

### Orientarea teatrului către operetă. Deznodământul
Prima dată când la „Alhambra” s-a montat un spectacol de operetă a fost în 1935, cu Dunărea albastră de Johann Strauss–fiul. Deși schimbarea de sediu din septembrie 1936 a implicat și reprofilarea „Alhambrei” ca teatru de revistă și operetă, prima nouă stagiune nu a cuprins niciun spectacol de operetă; abia la sfârșitul lui 1937 s-a pus în scenă Trei valsuri, versiunea românească a unei producții franceze de mare succes, Trois valses.
Teatrul își încetează activitatea în anul 1940. Sediul va fi ulterior închiriat pentru diverse activități culturale, precum castinguri sau recitaluri de muzică ușoară.

## Reviste și cântece lansate la „Alhambra”
| Data premierei     | Titlul spectacolului                     | Titlul piesei                                | Compozitor        | Textier                                             | Interpretul din spectacol                  |
| ------------------ | ---------------------------------------- | -------------------------------------------- | ----------------- | --------------------------------------------------- | ------------------------------------------ |
| vara lui 1931      | Parada Colos                             | Suflet candriu de papugiu                    | I[on] V[asilescu] | N. C[onstantinescu], N. V[lădoianu] și N. Kirițescu | Silly Vasiliu și Vasile Vasilache          |
| oct. 1932          | Trăiască Alhambra                        | Ar fi frumos ca în povești                   | I.V.              | indisp.                                             | indisp.                                    |
| oct. 1932          | Trăiască Alhambra                        | Inima e un telefon                           | I.V.              | indisp.                                             | indisp.                                    |
| febr. 1933         | Alhambra în carnaval                     | Te-am așteptat plângând                      | I.V.              | N.C., N.V. și P. Andreescu                          | indisp.                                    |
| oct. 1933          | Alhambra iubește                         | Azi noapte te-am visat                       | I.V.              | N.C. și N.V.                                        | Juju Pavelescu și grup vocal               |
| oct. 1933          | Alhambra iubește                         | Departe                                      | I.V.              | indisp.                                             | indisp.                                    |
| oct. 1933          | Alhambra iubește                         | Minți                                        | I.V.              | indisp.                                             | Silly Vasiliu                              |
| oct. 1933          | Alhambra iubește                         | Telefonul salvator                           | I.V.              | indisp.                                             | Ion Talianu, Nutzi Pantazi și H. Nicolaide |
| nov. 1933          | Inimi de ciocolată                       | Cuvinte de amor                              | I.V.              | N.C. și N.V.                                        | Constantin Lungeanu                        |
| nov. 1933          | Inimi de ciocolată                       | Două inimi de ciocolată                      | I.V.              | N.C. și N.V.                                        | Juju Pavelescu și C-tin Lungeanu           |
| nov. 1933          | Inimi de ciocolată                       | Fetițele din București                       | I.V.              | N.C. și N.V.                                        | indisp.                                    |
| nov. 1933          | Inimi de ciocolată                       | Ia din viață ce-i frumos                     | I.V.              | N.C. și N.V.                                        | C-tin Lungeanu                             |
| nov. 1933          | Inimi de ciocolată                       | Ieri la întâlnire                            | I.V.              | N.C. și N.V.                                        | indisp.                                    |
| nov. 1933          | Inimi de ciocolată                       | Să-mi cânți un cântec de iubire              | I.V.              | N.C. și N.V.                                        | indisp.                                    |
| 25 dec. 1933       | Alhambra guvernează                      | Pentru tine am plâns                         | I.V.              | N.C. și N.V.                                        | Juju Pavelescu                             |
| 25 dec. 1933       | Alhambra guvernează                      | Trurli, Trurli                               | V. Vasilache      | Nicolae Stroe                                       | N. Stroe și V. Vasilache                   |
| primăvara lui 1934 | Alhambra record                          | Nu mă uita                                   | I.V.              | N.C. și N.V.                                        | Silly Vasiliu                              |
| sept. 1934         | Alhambritta                              | Adio                                         | I.V.              | N.C. și N.V.                                        | Silly Vasiliu                              |
| sept. 1934         | Alhambritta                              | Poveste de amor                              | I.V.              | indisp.                                             | indisp.                                    |
| nov. 1934          | Fata șefului de gară (Alhambra filmează) | Cântă-mi să uit dragostea                    | I.V.              | N.C. și N.V.                                        | Elena Zamora și Titi Botez                 |
| nov. 1934          | Fata șefului de gară (Alhambra filmează) | Noapte bună, Mimi                            | I.V.              | N.C. și N.V.                                        | Titi Botez                                 |
| nov. 1934          | Fata șefului de gară (Alhambra filmează) | S-a dus dragostea                            | V. Vasilache      | N. Stroe                                            | indisp.                                    |
| nov. 1934          | Fata șefului de gară (Alhambra filmează) | Tu, tu, tu                                   | I.V.              | N.C. și N.V.                                        | Virginica Popescu                          |
| nov. 1934          | Fata șefului de gară (Alhambra filmează) | Una-i în întreaga țară                       | I.V.              | N.C. și N.V.                                        | Elena Zamora                               |
| nov. 1934          | Fata șefului de gară (Alhambra filmează) | Un suflet trudit                             | I.V.              | N.C. și N.V.                                        | C-tin Lungeanu                             |
| nov. 1934          | Fata șefului de gară (Alhambra filmează) | Vrei să ne-ntâlnim sâmbătă seară?            | I.V.              | N.C. și N.V.                                        | V. Popescu și C-tin Lungeanu               |
| 1935               | Alhambra cucerește                       | Am cântat la geam aseară                     | I.V.              | indisp.                                             | indisp.                                    |
| sept. 1935         | O nuntă la Alhambra                      | La fereastra unde doarme o pisică            | I.V.              | indisp.                                             | indisp.                                    |
| sept. 1935         | O nuntă la Alhambra                      | Păcat, fetițo dragă                          | I.V.              | indisp.                                             | indisp.                                    |
| sept. 1935         | O nuntă la Alhambra                      | Yu! e melodia fermecată                      | I.V.              | indisp.                                             | Titi Botez                                 |
| 1936               | Alhambruna nebuna                        | Bucureștiul meu iubit                        | I.V.              | indisp.                                             | Silly Vasiliu și Titi Botez                |
| 1936               | Alhambruna nebuna                        | Să nu ne pierdem vremea supărați             | I.V.              | indisp.                                             | indisp.                                    |
| sept. 1936         | 101 Alhambra Melody                      | Decât să ai o fată mare                      | I.V.              | indisp.                                             | indisp.                                    |
| sept. 1936         | 101 Alhambra Melody                      | Fiecare fată are secretul ei                 | I.V.              | indisp.                                             | indisp.                                    |
| sept. 1936         | 101 Alhambra Melody                      | Glasul roților de tren                       | I.V.              | N.C. și N.V.                                        | Agnia Bogoslava-Zirra                      |
| sept. 1936         | 101 Alhambra Melody                      | Hai acasă, puișor                            | I.V.              | N.C. și N.V.                                        | Silly Vasiliu și Titi Botez                |
| sept. 1936         | 101 Alhambra Melody                      | Mai dă-mi o halbă blondă                     | Gerd Wilnow       | indisp.                                             | indisp.                                    |
| sept. 1936         | 101 Alhambra Melody                      | Mi-ai cerut de doi lei floricele             | I.V.              | Eugen Mirea                                         | indisp.                                    |
| sept. 1936         | 101 Alhambra Melody                      | Te-am înșelat și-mi pare rău                 | I.V.              | indisp.                                             | indisp.                                    |
| dec. 1936          | Marea ducesă de Alhambra                 | Spune-mi unde, când și cum                   | I.V.              | E. Mirea                                            | indisp.                                    |
| 1937               | Super Alhambra                           | Ce știi tu ce-i dragostea (Să vie pompierii) | I.V.              | N.C. și N.V.                                        | Silly Vasiliu                              |
| 1937               | Super Alhambra                           | Ionel, Ionelule                              | Claude Romano     | N.C. și N.V.                                        | indisp.                                    |
| oct. 1937          | Expoziția internațională Alhambra        | Cel mai frumos tango din lume                | I.V.              | indisp.                                             | Mia Boxan și Iulian Petculescu             |
| oct. 1937          | Expoziția internațională Alhambra        | Ce-o să zică lumea                           | I.V.              | indisp.                                             | V. Popescu și C-tin Lungeanu               |
| oct. 1937          | Expoziția internațională Alhambra        | Hai să-ți arăt Bucureștiul noaptea           | I.V.              | N.C. și E. Mirea                                    | Lulu Nicolau și C-tin Lungeanu             |
| dec. 1937          | Trei valsuri                             | La revedere, Viena                           | I.V.              | —                                                   | —                                          |
| 1938               | Alhambra Palace                          | Ascultă ce-ți șoptește la ureche dragostea   | I.V.              | indisp.                                             | Lulu Nicolau și V. Popescu                 |
| sept. 1938         | Constelația Alhambra                     | Habar n-ai tu                                | I.V.              | E. Mirea și I.V.                                    | Maria Tănase                               |
| sept. 1938         | Constelația Alhambra                     | Inelul de logodnă                            | I.V.              | E. Mirea                                            | indisp.                                    |
| sept. 1938         | Constelația Alhambra                     | Mi-am pus busuioc în păr                     | I.V.              | Nicu Kanner / N.V.                                  | Maria Tănase                               |
| sept. 1938         | Constelația Alhambra                     | Tango miraj                                  | I.V.              | indisp.                                             | indisp.                                    |

## Discografie
- Tănase, Maria și Livianu, Dorel (1938). Habar n-ai tu/Fetița mea dragă, Columbia DR 252

### Partituri
- Vasilescu, Ion (1934). Vrei să ne-ntâlnim sâmbătă seară?, Editura Armonia, București
- Vasilescu, Ion (1934?). Adio, Editura Armonia, București
- Vasilescu, Ion (1937). Glasul roților de tren, Editura Țicu I. Eșanu, București
- Vasilescu, Ion (1939). Mi-am pus busuioc în păr, Editura Țicu I. Eșanu, București